# Si Jagur

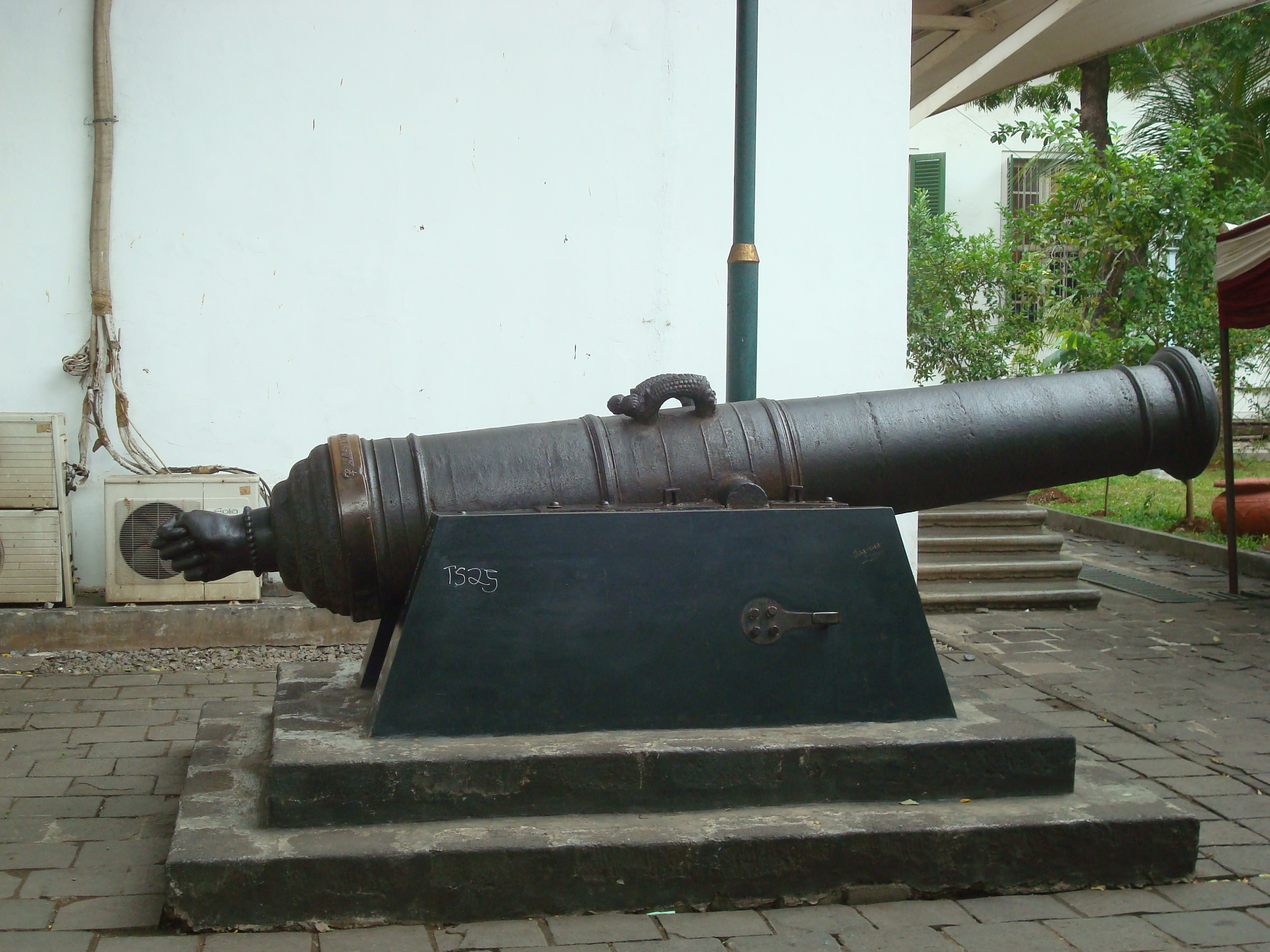
Die Kanone im Innenhof des Museums Sejarah Jakarta (2011)

Die Si Jagur (Si Djagur) ist eine alte portugiesische Kanone in der indonesischen Hauptstadt Jakarta. Sie wird hier als Fruchtbarkeitssymbol verehrt. Die Kanone wird auch Kiai Setomo genannt; sie steht vor dem Museum Sejarah Jakarta, dem Historischen Museum der Stadt.

## Aussehen

Nahaufnahme der Faust

Die Si Jagur ist eine Bronzekanone mit einer Länge von 3,85 Metern, einem Gewicht von 3,5 Tonnen und einem Kaliber von 25 Zentimetern. Auf dem Rohr findet sich die Inschrift „EX ME IPSA RENATA SUM“ (deutsch „Ich bin aus mir erneuert“). Auffällig ist das Endstück. Es hat die Form einer Feigenhand, ein Symbol für den Geschlechtsverkehr. Feigenhand-Talismane gelten in Portugal und Brasilien auch heute noch als Glücksbringer.

## Legenden

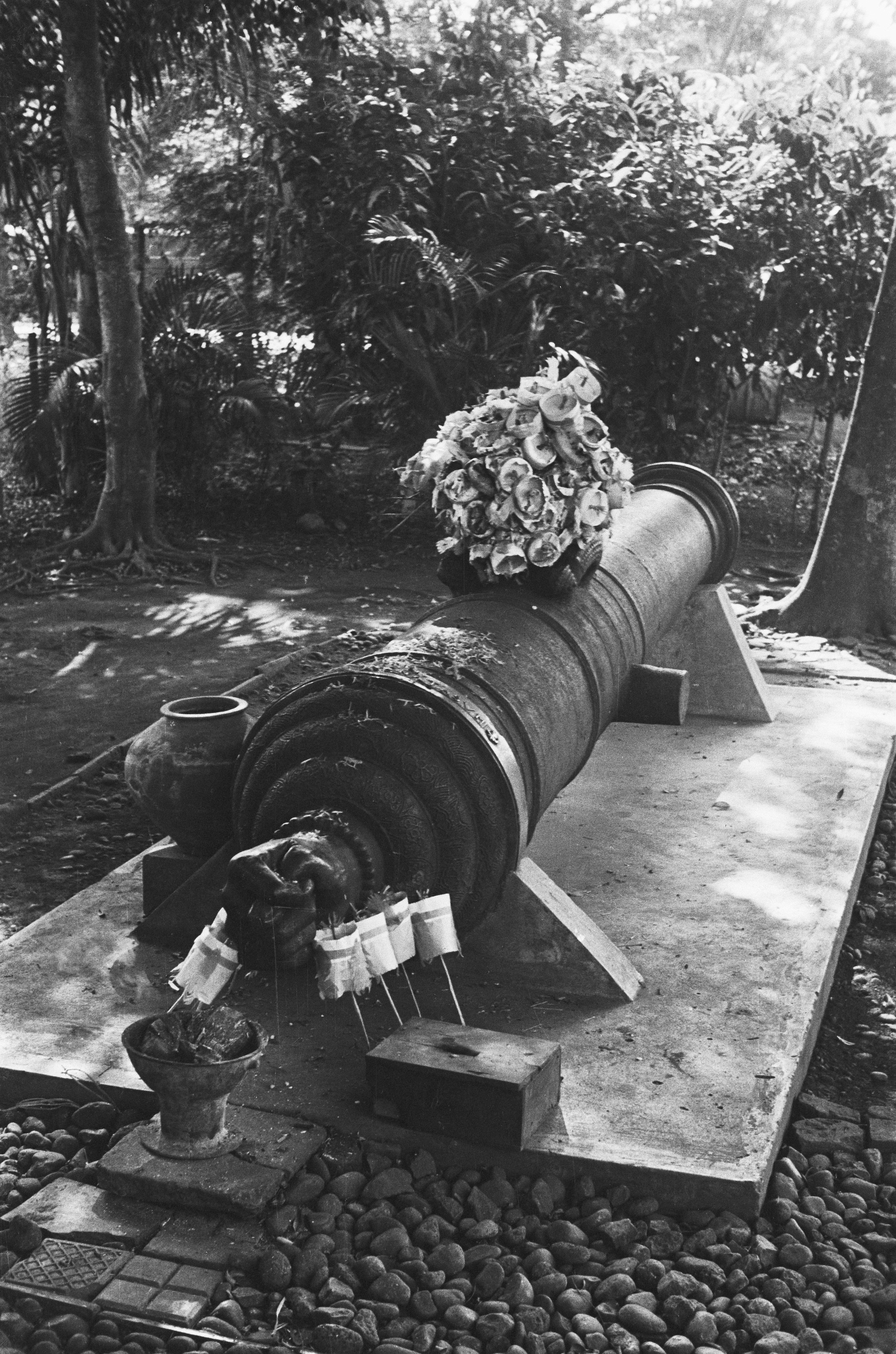
Die blumengeschmückte Kanone auf einem Bild von 1947

Es gibt mehrere Sagen und Legenden, die sich um die Si Jagur ranken. So soll der Raja von Pajajaran  einst eine schöne Tochter gehabt haben. Doch aus ihrem Schritt strahlte ein magisches Licht, so dass kein Prinz sie heiraten wollte. Keinem Schamanen oder Weisen gelang es, sie zu heilen. Schließlich bot sich ein Gesandter der niederländischen Ostindien-Kompanie an, die Prinzessin zu heiraten. Der Raja stimmte zu und erhielt als Brautpreis drei Kanonen: Die Si Jagur und die Kanonen Ki Amuk (auch Ki Amak oder Pamak) und Nyai Setomi (Njai Setomi). Die Ki Amuk steht heute in Banten (Bantam) vor der großen Moschee, die Nyai Setomi in Surakarta (Solo). Die Ki Amuk soll das männliche Pendant zur weiblichen Si Jagur sein. In der Kolonialzeit gab es auch den Mythos, dass es ein Zeichen für das Ende der niederländischen Herrschaft in Indonesien sein werde, falls die beiden Kanonen zusammengebracht würden.
Einer anderen Sage nach soll der Raja von Pajajaran einst in einem bösen Traum das Brüllen einer mächtigen und unbekannten Waffe vernommen haben. Der König befahl seinem Untergebenen Kiai Setomo nach dieser mächtigen Waffe zu suchen. Sollte er sie nicht finden, drohe ihm der Tod. Kiai Setomo und seine Frau Nyai Setomi meditierten daraufhin in ihrem Haus, um die Waffe zu entdecken. Nach einiger Zeit schickte der Raja seine Soldaten, um nach den beiden zu sehen. In dem Haus fanden die Soldaten aber nur zwei Kanonen, in die sich das Ehepaar verwandelt hatte. Deswegen trägt die Si Jagur auch den Namen Kiai Setomo.
Die Geschichte von einem Mann und einer Frau, die sich in eine Kanone verwandelten, verbreitete sich überall, bis Sultan Agung in Mataram sie hörte. Der Sultan befahl, die beiden Kanonen nach Mataram zu bringen, aber die männliche Kanone von Kiai Setomo weigerte sich und floh nach Batavia, dem heutigen Jakarta. Die Bürger von Batavia waren in Aufruhr, als sie die Kanone sahen. Sie betrachteten sie als heilig und stellten einen Schirm über sie, um sie vor Sonne und Regen zu schützen. Sie gaben ihr die Namen Kiai Jagur und Sang Perkasa. Die Nyai Setomi kam aber nach Mataram beziehungsweise soll vom Sultan nach Solo gebracht worden sein.
Die Faust am Ende von Si Jagur führte zur Bekanntheit der Kanone. Sie wurde zentrales Objekt eines Fruchtbarkeitsmythos. Seit vielen Generationen kommen Frauen zu der Kanone, um fruchtbar zu werden. Sie bringen der Kanone Blumen dar und setzen sich dann auf das Kanonenrohr. Auch einige unfruchtbare Männer bitten an der Si Jagur um Kindersegen. Zudem sollen Kriminelle in der Kolonialzeit Angst vor der Kanone gehabt haben. Vor die Si Jagur gebracht gestanden sie ihre Verbrechen, damit man sie nicht in der Nähe der Kanone begrabe.

## Geschichte

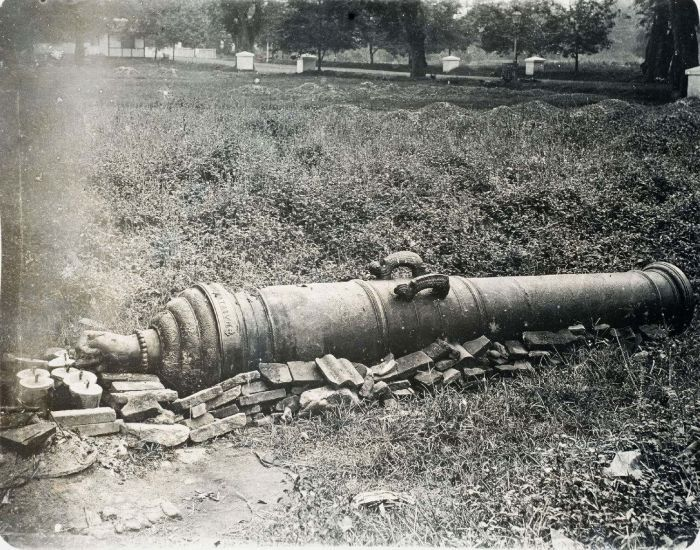
Bild aus der Zeit zwischen 1890 und 1930

Die Si Jagur wurde von dem Portugiesen Manuel Tavares Baccaro in Macau gefertigt und im Fort São Tiago da Barra in Macau aufgestellt, bevor sie nach Malakka gebracht wurde. Vom portugiesischen Namen des hl. Jakobus „São Jago“ leitet sich der Name der Kanone ab. 1641 wurde die Kanone zum Beutestück der Niederländer, als sie Malakka eroberten und die Portugiesen vertrieben. Die Si Jagur kam in das Fort Batavia. 1809 wurde das Fort von Generalgouverneur Herman Willem Daendels abgebrochen. Die Kanone wurde nicht mehr verwendet, da sie den Niederländern zu schwer für eine Verlegung war. Sie lag zunächst in der Nähe von Kota Intan, wo sie zum Pilgerort wurde. 1968 versuchte die Regierung den Aberglauben zu bekämpfen, indem sie die Kanone von Kota Inan an die Vorderseite des Wayang Museum verlegte. 1974 stellte man die Kanone erneut um, diesmal in den nördlichen Innenhof des Historischen Museums. Doch täglich kamen Gruppen von Frauen zum Museum und forderten aufgeregt, sie zur Si Jagur zu lassen, damit sie sich auf die Kanone setzen könnten. Schließlich wurde die Kanone vor dem Eingang des Historischen Museums Jakartas aufgestellt. Noch heute wird sie von unfruchtbaren Frauen besucht, um das Fruchtbarkeitsritual durchzuführen.